# Чемпионат России по боксу 2014
Чемпионат России по боксу 2014 года проходил в Ростове-на-Дону с 21 по 30 августа.

## Медалисты
| Весовая категория | Золото                                                   | Серебро                                              | Бронза                                                                                            |
| ----------------- | -------------------------------------------------------- | ---------------------------------------------------- | ------------------------------------------------------------------------------------------------- |
| до 49 кг          | Василий Егоров Московская область, Якутия                | Александр Самойлов Хабаровский край                  | Давид Айрапетян Московская область, Ставропольский край Бэлик Галанов Московская область, Бурятия |
| до 52 кг          | Михаил Алоян Новосибирская область                       | Василий Веткин Самарская область                     | Вячеслав Ташкараков Новосибирская область Карен Арутюнян Кемеровская область                      |
| до 56 кг          | Владимир Никитин Белгородская область                    | Бахтовар Назиров ХМАО                                | Абдулхаким Батыров Дагестан Эдуард Абзалимов Челябинская область                                  |
| до 60 кг          | Дмитрий Полянский Белгородская область                   | Адлан Абдурашидов Чечня                              | Константин Богомазов Московская область, Приморский край Габил Мамедов Оренбургская область       |
| до 64 кг          | Виталий Дунайцев Белгородская область                    | Армен Закарян Новосибирская область                  | Эдуард Хусаинов Пермский край Авак Узлян Московская область                                       |
| до 69 кг          | Раджаб Бутаев Ростовская область, Дагестан               | Андрей Замковой Московская область, Хабаровский край | Хусейн Байсангуров Москва Александр Соляников Челябинская область                                 |
| до 75 кг          | Артём Чеботарёв Московская область, Саратовская область  | Пётр Хамуков Санкт-Петербург                         | Андрей Ковальчук ХМАО                                                                             |
| до 81 кг          | Дмитрий Бивол Санкт-Петербург                            | Никита Иванов Московская область, Хабаровский край   | Идрис Шамханов Чечня Павел Силягин Новосибирская область                                          |
| до 91 кг          | Евгений Тищенко Белгородская область                     | Алексей Егоров Калужская область                     | Сергей Калчугин Москва Садам Магомедов Владимирская область                                       |
| свыше 91 кг       | Гасан Гимбатов Ростовская область, Волгоградская область | Максим Бабанин Волгоградская область                 | Магомед Омаров Московская область, Дагестан Сергей Кузьмин Санкт-Петербург                        |